# André Mirtin
André Mirtin, né le 9 septembre 1925 à Parentis-en-Born et mort le 26 juillet 2016 à Parentis-en-Born, est un homme politique français.

## Biographie
Médecin de formation, et maire de Parentis-en-Born, André Mirtin se présente aux élections législatives de 1967 dans la 1re circonscription des Landes mais échoue face au candidat de gauche Charles Lamarque-Cando.
En 1968, après la dissolution de l'Assemblée nationale par le président de la République Charles de Gaulle, Mirtin se représente et est élu député dès le premier tour avec 51,47% des voix,. Il est réélu en 1973 mais son élection est annulée par le Conseil constitutionnel le 5 juillet de la même année. Lors de l'élection partielle du 9 et du 16 septembre, il est battu par Roger Duroure, candidat du Parti socialiste,.
Il siège, entre 1968 et 1973, au groupe UDR.
André Mirtin a grandi dans une famille de rugbyman et a longtemps été joueur, suivant les pas de son père Henri qui avait créé en 1922 le club de rugby de Parentis. Le stade de rugby de Parentis-en-Born porte d'ailleurs son nom depuis 2017.

## Détail des fonctions et des mandats
Mandats parlementaires
- 23 juin 1968 - 1er avril 1973 : Député de la 1re circonscription des Landes
- 11 mars 1973 - 5 juillet 1973 : Député de la 1re circonscription des Landes